# 애교
애교(愛嬌)는 귀여운 목소리, 말의 변화, 얼굴 표정 또는 제스처를 통해 표현되는 귀여운 애정 표현이다. 애교는 바람을 피우고 교태를 부리는 것을 의미한다. 그러나 사람들은 일상적인 상황에서도 자주 애교를 부리며, 사랑하는 사람, 가족, 친구에 대한 애정 표현으로 널리 쓰인다. 또한 애교는 다른 사람들과 친밀함을 보여줄 수 있다. 중국어의 사자오, 일본어의 카와이와 비슷하다고 볼 수 있다.

## 같이 보기
- 카와이